# Trumpetsnäckor
Trumpetsnäckor (Charonia) är ett släkte havslevande mollusker i familjen tritonsnäckor (Ranellidae). De är stora rovdjur med hårt ofta dekorativt skal som kan vara upp till 75 centimeter långt. Gruppens namn kommer av att någon art i släktet använts för att producera ljud; med ett hål borrat i skalet.
Trumpetsnäckor äts råa, friterade eller grillade exempelvis på Bahamas.

## Arter (urval)
- Charonia eucla Hedley, 1914
- Charonia eucla instructa Iredale, 1929
- Charonia lampas capax Finlay, 1927
- Charonia lampas lampas
- Charonia lampas pustulata Eurthyme, 1889
- Charonia lampas rubicunda (Perry, 1811)
- Charonia lampas sauliae (Reeve, 1844)
- Charonia powelli Cotton, 1957
- Charonia tritonis (Linné, 1758)
- Charonia variegata (Lamarck, 1816)